# 玛尔斯
玛尔斯，羅馬神話中的战神，朱比特與茱諾之子，貝羅納之丈夫，维纳斯的情人，他是羅馬軍團崇拜的戰神中最重要的一位，重要程度僅次於朱比特。瑪爾斯的節日是在三月和十月。拉丁语的「火星」和英語的「March」正是源自瑪爾斯。但拉丁語「Mars」一詞並非源自原始印歐語，似乎是從伊特拉斯坎神話中的瑪里斯（Maris）拉丁化而成的。
起初瑪爾斯是羅馬神話中的繁殖與植物之神，同時亦是牲畜、農田與農夫的守護神。在公元前2世紀，大加圖曾說「好好飼養你的牲畜，每年要向瑪爾斯·西爾瓦諾斯（Mars Silvanus）奉獻。」後來，隨著羅馬帝國的擴張，瑪爾斯成為了戰爭的象徵，等同希臘神話中的阿瑞斯。但與阿瑞斯不同，瑪爾斯一般備受敬畏，跟朱庇特一樣是最受尊崇的神祇。
玛尔斯被視為是傳說中建立罗马的羅穆盧斯和瑞摩斯的父親，所以罗马人有时自称為“玛尔斯之子”。
在许多欧洲语言，星期二是由玛尔斯而来，意为玛尔斯之日或者火星之日，如意大利语（martedi）、西班牙语（martes）、法语（mardi）。
战争是他的能力之一。

## 資料來源
1. ↑  Cato, ' 83.

## 外部連結
- Encyclopedia Mythica - Mars （页面存档备份，存于）